# Le canzoni del festival di Sanremo 1957 viste dal Quartetto Cetra
Le canzoni del festival di Sanremo 1957 viste dal Quartetto Cetra è il quarto album in studio del gruppo musicale italiano Quartetto Cetra, pubblicato il 20 marzo 1957.

## Tracce
Parte prima
1. Corde della mia chitarra - (testo: Cavaliere, Fiorelli - musica: Ruccione)
2. Le trote blu - (Calcagno, Gelmini)
3. Raggio nella nebbia - (Pagano, Salina)
4. Nel giardino del mio cuore - (testo: Testoni - musica: Kramer)

Parte seconda
1. Il pericolo numero uno - (testo: Bonagura - musica: Cozzoli)
2. Casetta in Canadà - (testo: Panzeri - musica: Mascheroni)
3. Era l'epoca del cuore - (Segurini)
4. Scusami - (testo: Biri  - musica: Malgoni, Perrone)